# Finalíssima Feminina de 2023
A Finalíssima Feminina de 2023 é a primeira edição da Finalíssima Feminina, uma partida competitiva de futebol feminino entre a seleção vencedora da Copa América Feminina de 2022 — Brasil — e do Campeonato Europeu Feminino — Inglaterra. A partida foi disputada na Europa, em 6 de abril. Em outubro de 2022, foi divulgado que Londres sediaria a primeira edição.
A disputa é organizada pela Confederação Sul-Americana de Futebol (CONMEBOL) e União das Associações Europeias de Futebol (UEFA), como parte de uma parceria renovada entre as duas Confederações.

## Detalhes
Em 12 de fevereiro de 2020, a UEFA e a CONMEBOL assinaram um memorando de entendimento renovado para reforçar a cooperação entre as duas organizações. Como parte do acordo, um comitê conjunto UEFA-CONMEBOL examinou a possibilidade de sediar jogos intercontinentais europeus-sul-americanos, tanto para o futebol masculino quanto para o feminino e em várias faixas etárias. Em setembro de 2021, a UEFA e a CONMEBOL anunciaram o renascimento da Copa Artemio Franchi entre os vencedores da Campeonato Europeu e da Copa América. Em 15 de dezembro de 2021, as Confederações assinaram novamente um memorando de entendimento renovado com duração até 2028, que incluía disposições específicas sobre a abertura de um escritório conjunto, em Londres, e a potencial organização de vários eventos de futebol.
Em 2 de junho de 2022, um dia após a realização da Finalíssima 2022, a CONMEBOL e a UEFA anunciaram uma série de novos eventos entre as equipes das duas Confederações. Isso incluiu a Finalíssima Feminina, uma partida disputada entre as seleções vencedoras da Copa América Feminina e do Campeonato Europeu Feminino. A primeira edição foi realizada no Estádio de Wembley, em Londres.

## Equipes
| Equipe     | Confederação | Qualificação                                  |
| ---------- | ------------ | --------------------------------------------- |
| Brasil     | CONMEBOL     | Campeão da Copa América Feminina de 2022      |
| Inglaterra | UEFA         | Campeã do Campeonato Europeu Feminino de 2022 |

O Brasil qualificou-se para a partida ao vencer a Copa América Feminina de 2022, tendo derrotado a anfitriã, Colômbia, por 1–0, na final, e conquistado o seu oitavo título da competição. A Inglaterra se classificou vencendo o Campeonato Europeu Feminino de 2022, derrotando a Alemanha após a prorrogação, por 2–1, na final, no qual a vitória garantiu o primeiro grande título de futebol feminino da Inglaterra.

## Partida
| 6 de abril    | Inglaterra | 1–1       | Brasil         | Estádio de Wembley, Londres                     |
| 15:45 (UTC−3) | Toone 13'  | Relatório | Andressa 90+3' | Público: 83 132 Árbitro: FRA Stéphanie Frappart |